# أرو (فيروزكوه)
أرو (بالفارسية: ارو) هي قرية تقع في Poshtkuh Rural District في إيران. يقدر عدد سكانها بـ 77 نسمة .